# TechCrunch

Logo van TechCrunch.

TechCrunch is een Amerikaanse nieuwswebsite die zich richt op onderwerpen over hightech en start-ups. 
Het werd in juni 2005 opgericht door Archimedes Ventures, en is na verschillende overnames nu een onderdeel van Yahoo! Inc.. De hoofdzetel bevindt zich in San Francisco, Californië.  